# Louise Waldén
Gerd Louise Waldén, född 19 november 1940 i Örebro, är en svensk kvinnohistoriker och en av förgrundspersonerna inom den svenska kvinnorörelsen under 1970-talet. Hon är dotter till Bertil Waldén och Margit Palmær samt sedan 1977 gift med Leif Nylén.
Waldén var anställd vid Albert Bonniers förlag 1961–65, blev filosofie kandidat vid Stockholms universitet 1964, var anställd vid Nationalmuseum och Moderna museet 1965–67, redaktör för tidskriften Svensk Bokhandel 1967–72, anställd vid Moderna museet 1972–74 och redaktör för Svenska Kvinnors Vänsterförbunds tidskrift Vi Mänskor 1972–79. Hon var därefter verksam vid RFSU och grundade 1981 tillsammans med Hans Nestius detta förbunds boktidning Ottar.
Waldén blev redan 1968 medlem av Grupp 8 och skrev texten till en av den svenska kvinnorörelsens mest kända sånger, "Innerst inne är du en riktig kvinna, Louise", som sjöngs av Marie Selander på musikalbumet Sånger om kvinnor (1971). År 1975 var hon tillsammans med Suzanne Osten en av initiativtagarna till Föreningen Kvinnokultur, vilken arrangerade Kvinnokulturfestivalen på Riksdagshuset i Stockholm 1977. 
Waldén var från 1982 doktorand vid Linköpings universitet, där hon 1990 blev filosofie doktor vid på avhandlingen Genom symaskinens nålsöga: teknik och social förändring i kvinnokultur och manskultur och har senare varit verksam vid Högskolan i Gävle. Utöver nedanstående skrifter har hon även skrivit en lång rad artiklar, bland annat i Vi mänskor, Kvinnovetenskaplig tidskrift och Dædalus.